# Hvězdárna a planetárium Brno

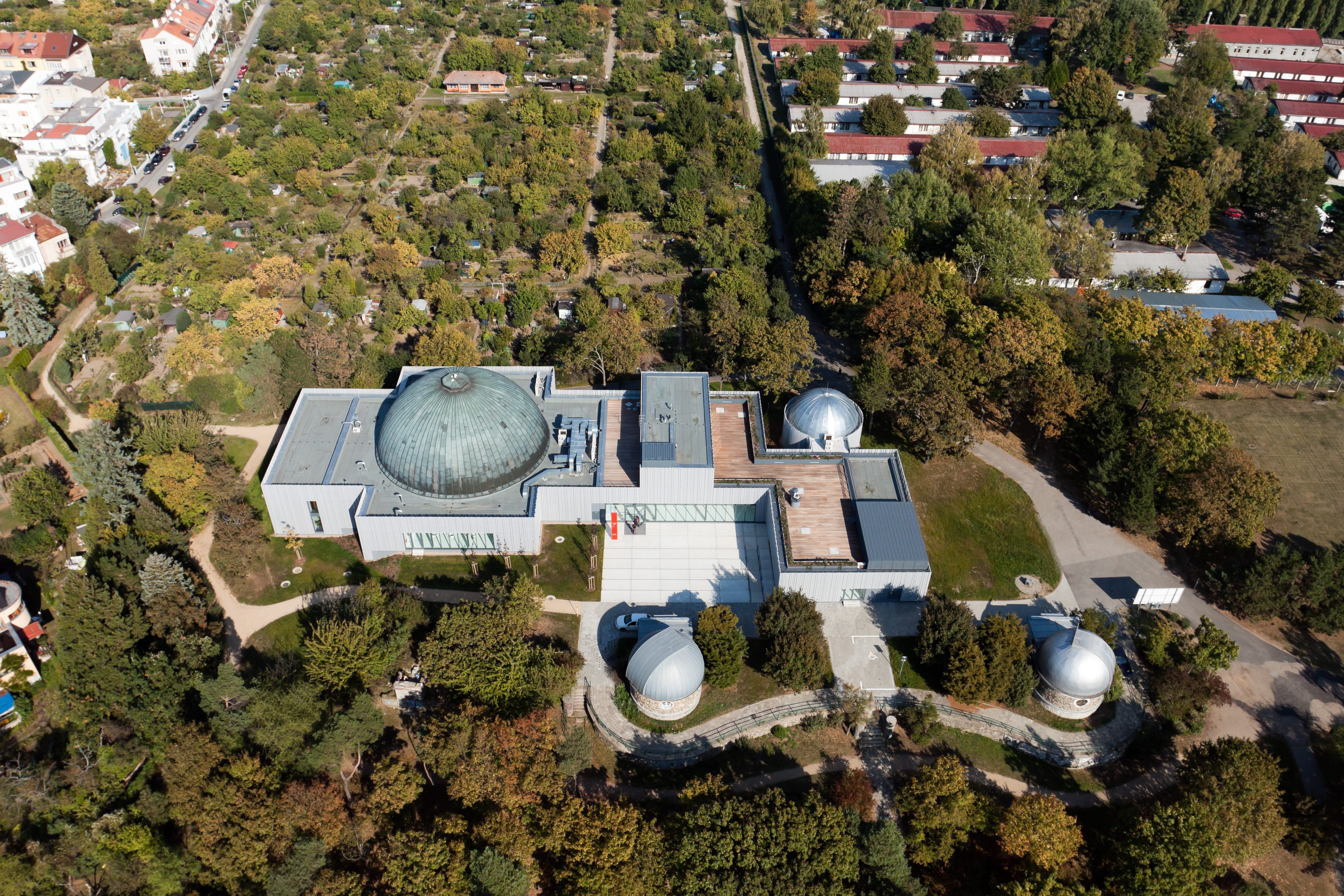
Letecký snímek areálu Hvězdárny
a planetária Brno na Kraví hoře

Hvězdárna a planetárium Brno je příspěvková organizace statutárního města Brna, jejíž historie sahá do 50. let 20. století. Tato kulturně-vzdělávací instituce, která v sobě spojuje hvězdárnu a planetárium, zprovozněné v roce 1954, sídlí v areálu uprostřed parku na kopci Kraví hora na severozápadě městské části Brno-střed v nadmořské výšce 305 m n. m. Vrchol kopule planetária, který se nachází v nadmořské výšce 318 m n. m., je nejvýše položeným bodem v okruhu několika kilometrů. Ředitelem Hvězdárny a planetária Brno je od roku 2008 Jiří Dušek.
Mezinárodní kód observatoře je 616.

## Vývoj názvu
Před otevřením byla hvězdárna označována jako Gottwaldova lidová hvězdárna v Brně, v letech 1954–1965 nesla název Oblastní lidová hvězdárna v Brně, v letech 1965–1970 Lidová hvězdárna a planetárium v Brně, v letech 1970–1973 Hvězdárna a planetárium v Brně a od 19. dubna 1973 do konce listopadu 2010 Hvězdárna a planetárium Mikuláše Koperníka v Brně.
Dne 5. října 2010 schválilo Zastupitelstvo města Brna v souvislosti s modernizací hvězdárny s účinností od 1. prosince 2010 nový název Hvězdárna a planetárium Brno. Ředitel hvězdárny vypuštění Koperníkova jména zdůvodnil tím, že Koperník „na rozdíl od řady jiných vědců nikdy v Brně nebyl a neměl s městem nic společného“ a jeho jméno se do názvu údajně dostalo proto, že jinak hrozilo pojmenování po Valentině Těreškovové. Přejmenování má zdůraznit orientaci na současnost a budoucnost. Proti přejmenování vznesli námitky zastupitelé za KSČM (Ladislav Býček) či Stranu zelených (Mojmír Vlašín). Koperníkovo jméno dostala hvězdárna v roce 1973 u příležitosti 500. výročí jeho narození.

## Historie
Hvězdárna se nachází při západním okraji čtvrtě Veveří, na vrcholu kopce Kraví hora. Její stavba byla zahájena prvním výkopem 30. srpna 1948. Nejstarší část areálu tvoří dvojice samostatně stojících kopulí o průměru sedm metrů, jejichž budovy byly v hrubé stavbě dokončeny roku 1950. Výroba samotných otočných kopulí ale měla zpoždění, takže byly osazeny teprve o tři roky později. V létě 1953 v nich začala pozorování a zároveň byly zpřístupněny veřejnosti. Slavnostní otevření hvězdárny ale proběhlo až 16. října 1954. Severní kopule byla od svého vzniku dlouhodobě ve vlastnictví Masarykovy univerzity. Prvním ředitelem hvězdárny se stal Oto Obůrka, jenž se na jejím vybudování podílel, zřizovatelem byl Městský národní výbor v Brně. V letech 1958–1959 byla podle projektu architekta Františka Šteflíčka vybudována nedaleko stojící provozní budova s přednáškovým sálem, dvěma pozorovatelnami na střeše a navazující kopulí o průměru 8,5 m s projekčním planetáriem ZKP-1 od podniku Carl Zeiss Jena. Dalšího rozšíření se hvězdárna dočkala na přelomu 80. a 90. let. Roku 1984 bylo zakoupeno projekční planetárium Spacemaster (opět od Carla Zeisse) a došlo ke slavnostnímu poklepání základního kamene. Stavební práce se ale rozběhly až o dva roky později. Nová část areálu od architekta Jiřího Janíka, sestávající z velké kopule pro planetárium Spacemaster o vnitřním průměru 17,5 m (vnější průměr 20 m) a propojovacího křídla s kancelářemi a pozorovací kopulí na střeše, byla dokončena v roce 1991. Slavnostní otevření proběhlo 4. října 1991.
V letech 2010 a 2011 byl areál za 97 milionů Kč (32 milionů Kč z rozpočtu města, 65 milionů Kč z fondů Evropské unie) zrekonstruován a rozšířen podle návrhu architekta Martina Rudiše v rámci projektu „Přírodovědné exploratorium“. Přestavba byla zahájena na konci srpna 2010, areál byl znovu otevřen 12. listopadu 2011. Po modernizaci hvězdárna rozšířila svou činnosti i na ostatní přírodní vědy (především z neživé přírody).
V roce 2020 odkoupilo město Brno od Masarykovy univerzity její univerzitní observatoř (severní samostatnou kopuli) a začlenilo ji do areálu a správy Hvězdárny a planetária Brno.

### Seznam ředitelů
V čele brněnské hvězdárny stáli následující lidé:
- 1954–1977 Oto Obůrka
- 1977 Zdeněk Mikulášek
- 1977–1990 Josef Kohout
- 1990–2002 Zdeněk Mikulášek
- 2002–2007 Zdeněk Pokorný
- od 2008 Jiří Dušek

## Zařízení
Hlavní atrakcí hvězdárny bylo v letech 1991 až 2013 velké planetárium firmy Carl Zeiss Jena typu Spacemaster z roku 1991 umístěné v kopuli o průměru 17,5 metru, na kterou se promítalo devět tisíc hvězd, dvacet mlhovin i hvězdokup a řada těles sluneční soustavy. Navíc jej doplňovaly speciální datové projektory, rozsáhlá zvuková i světelná aparatura. Přístroj projekčního planetária byl netradičně umístěn na hydraulické plošině, takže jej šlo dle potřeby zasunout do suterénních prostor. Toto planetárium ukončilo provoz na konci března 2013, po čemž následovala přestavba velké kopule, ve které bylo nově nainstalováno hybridní planetárium v podobě malého analogového projektoru uprostřed sálu a digitálních projektorů po jeho obvodu (tzv. digitárium). Jedná se o kombinaci technologií dodaných z USA, Francie a Japonska.
Představení velkého planetária jsou vzdělávací pořady pro školní výpravy, stejně jako představení pro veřejnost věnované modernímu pohledu na Zemi, sluneční soustavu i vzdálenější vesmír. Kapacita velkého planetária s bezbariérovým přístupem je 180 míst (do roku 2013 to bylo 200 míst). Konají se v něm také odborné přednášky, koncerty, tematicky zaměřené semináře a nejrůznější komerční akce.
Na hvězdárně je k dispozici celá řada astronomických dalekohledů, počínaje přenosnými přístroji a konče refraktory 150/2250, 200/3000 a 400/1725, které slouží k pravidelným pozorováním Slunce i zajímavostí večerního nebe za doprovodu pracovníka hvězdárny. V bývalé univerzitní observatoři se nachází dalekohled typu Newton o průměru 0,62 m a ohniskové vzdálenosti 2780 mm. Hvězdárna má také k dispozici funkční malé planetárium od firmy Carl Zeiss Jena (typ ZKP-1 z roku 1959 s kapacitou 35 míst) umístěné v kopuli o průměru 8 metrů, které je v provozu ve večerních hodinách za nepříznivého počasí.
Místní organizace organizuje přednášky českých astronomů, výukové pořady pro nevidomé, úzce spolupracují s hromadnými sdělovacími prostředky a vedení internetového kurzu astronomie s certifikovanou zkouškou. Někteří pracovníci také vyučují astronomii na Přírodovědecké fakultě Masarykovy univerzity, v letních měsících školí pozorovatele na nejrůznějších astronomických táborech a spolupořádají akce i s jinými kulturními organizacemi města Brna. Organizace také pořádá speciální akce, například při roji Perseid či při zatmění Měsíce a Slunce.

## Kosmická družice
Odborníci z hvězdárny v roce 2019 oznámili, že budou společně se slovenskou SOSA pracovat na nanodružici o rozměrech 10 × 10 × 30 cm. Největší náklady budou na start rakety, na který chce přispět společnost S.A.B. Aerospace.

## Fotogalerie

Exteriér
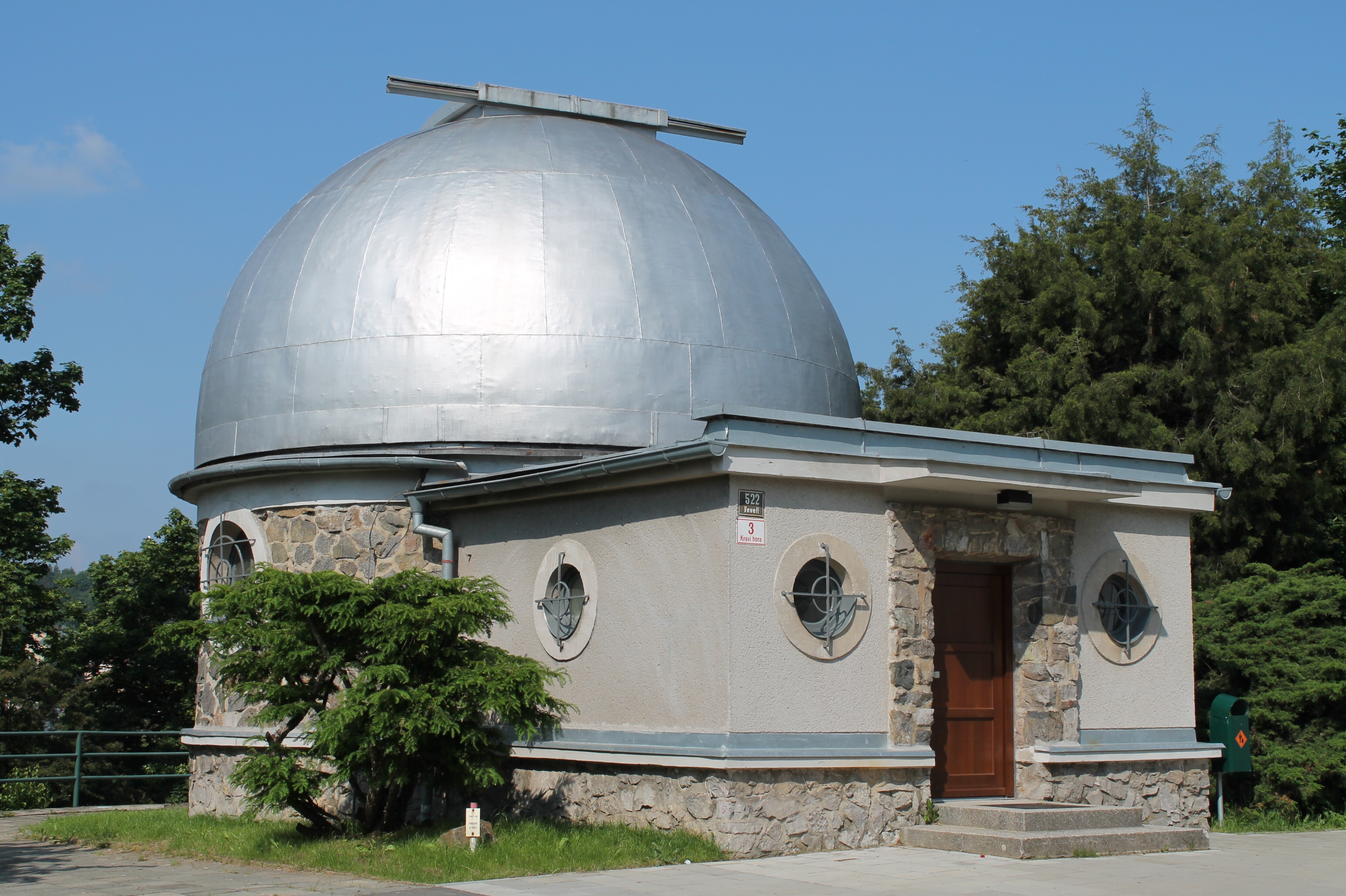
Jedna ze dvou původních samostatných kopulí hvězdárny
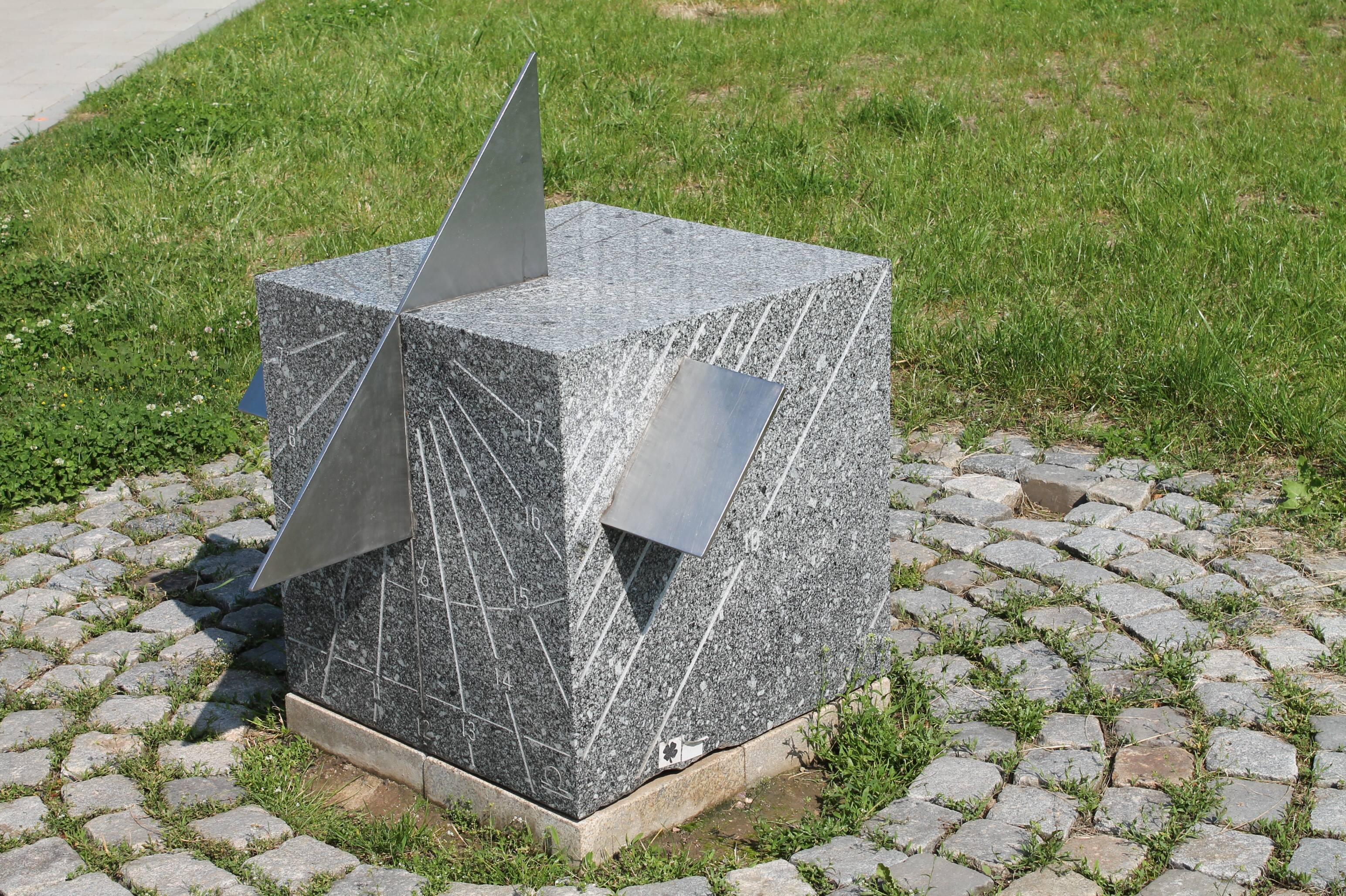
Základní kámen velkého planetária, dnes sluneční hodiny
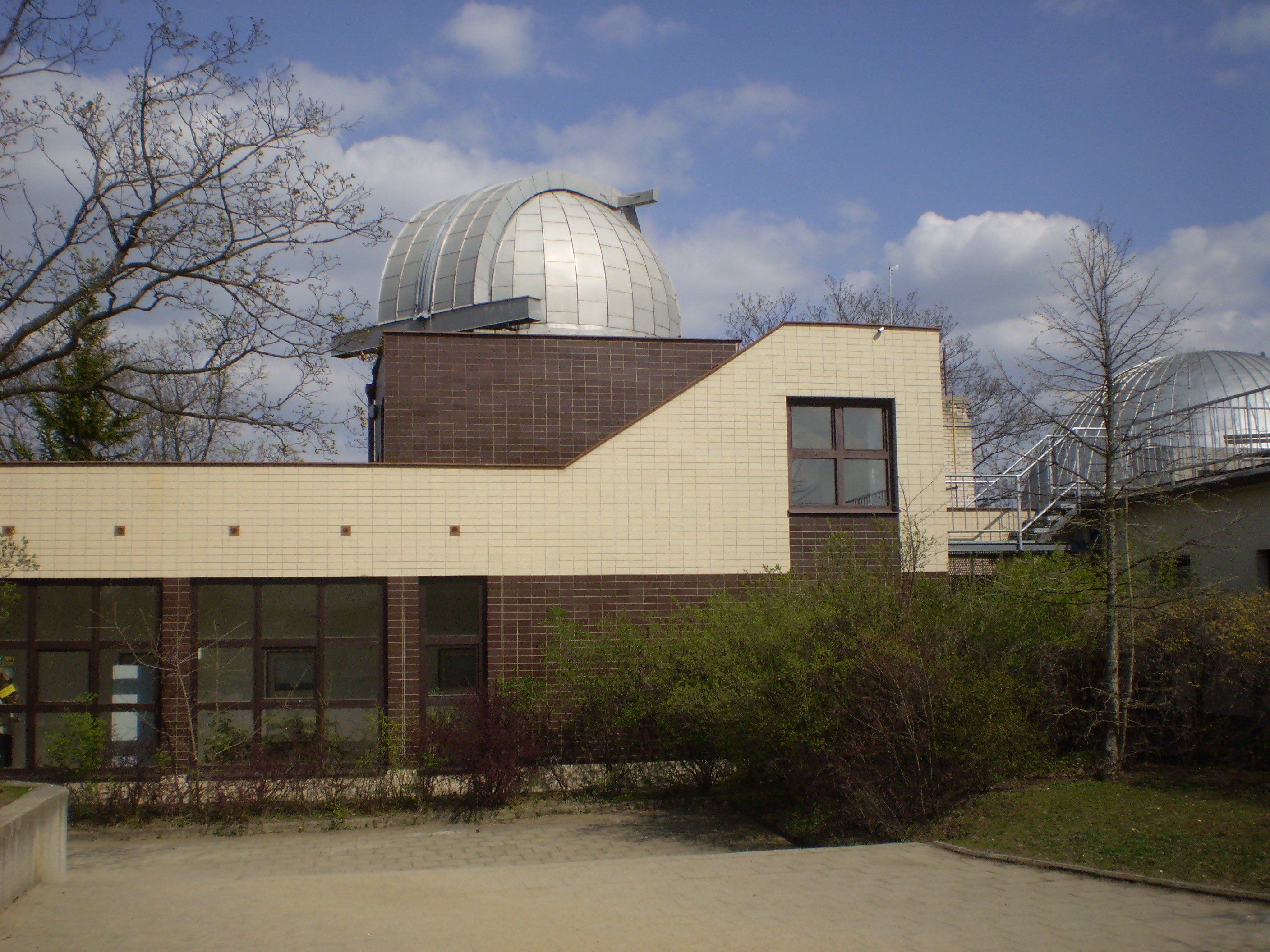
Střední část se vstupem z přelomu 80. a 90. let 20. století
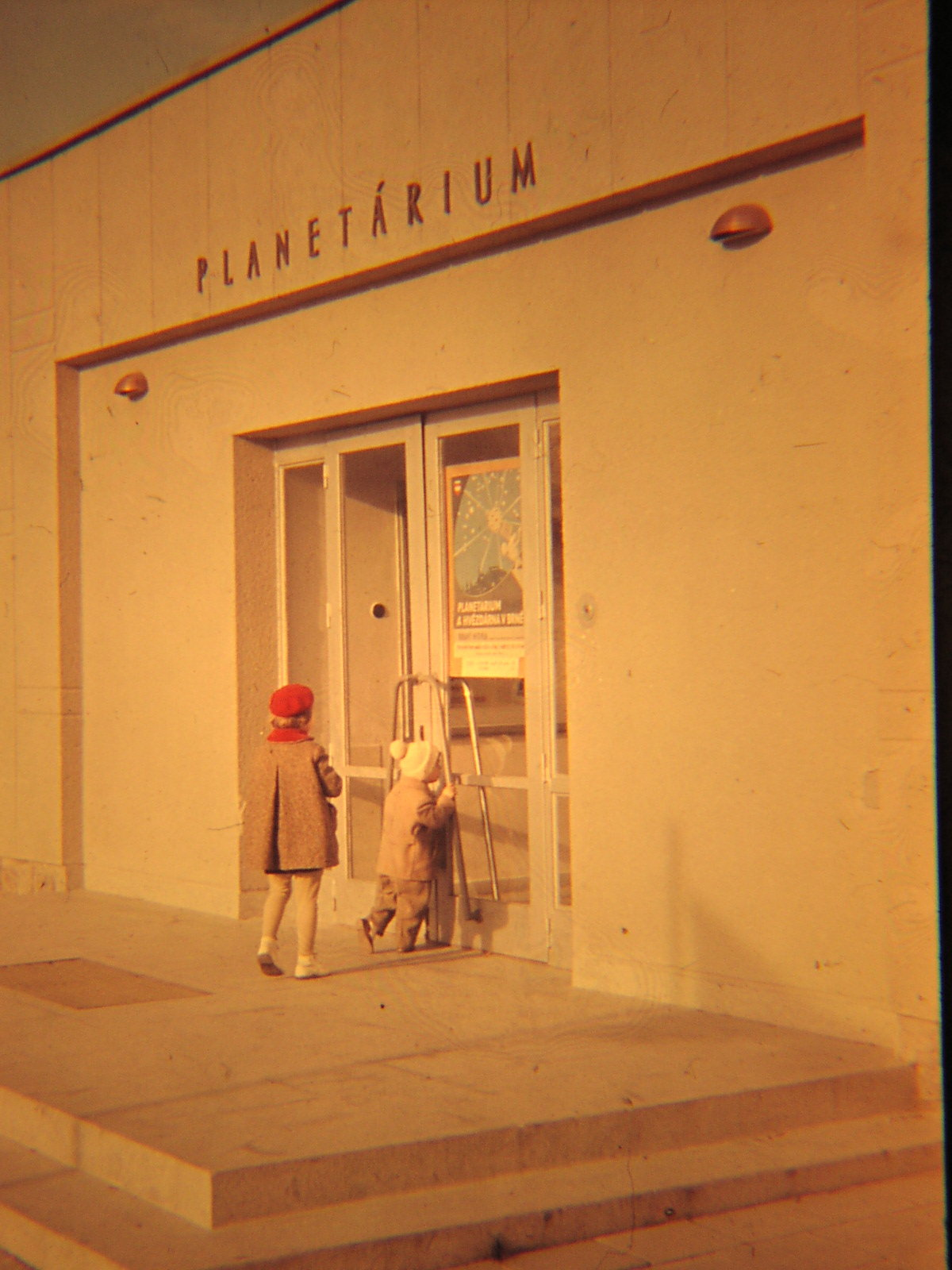
Vstup do planetária v 60. letech 20. století
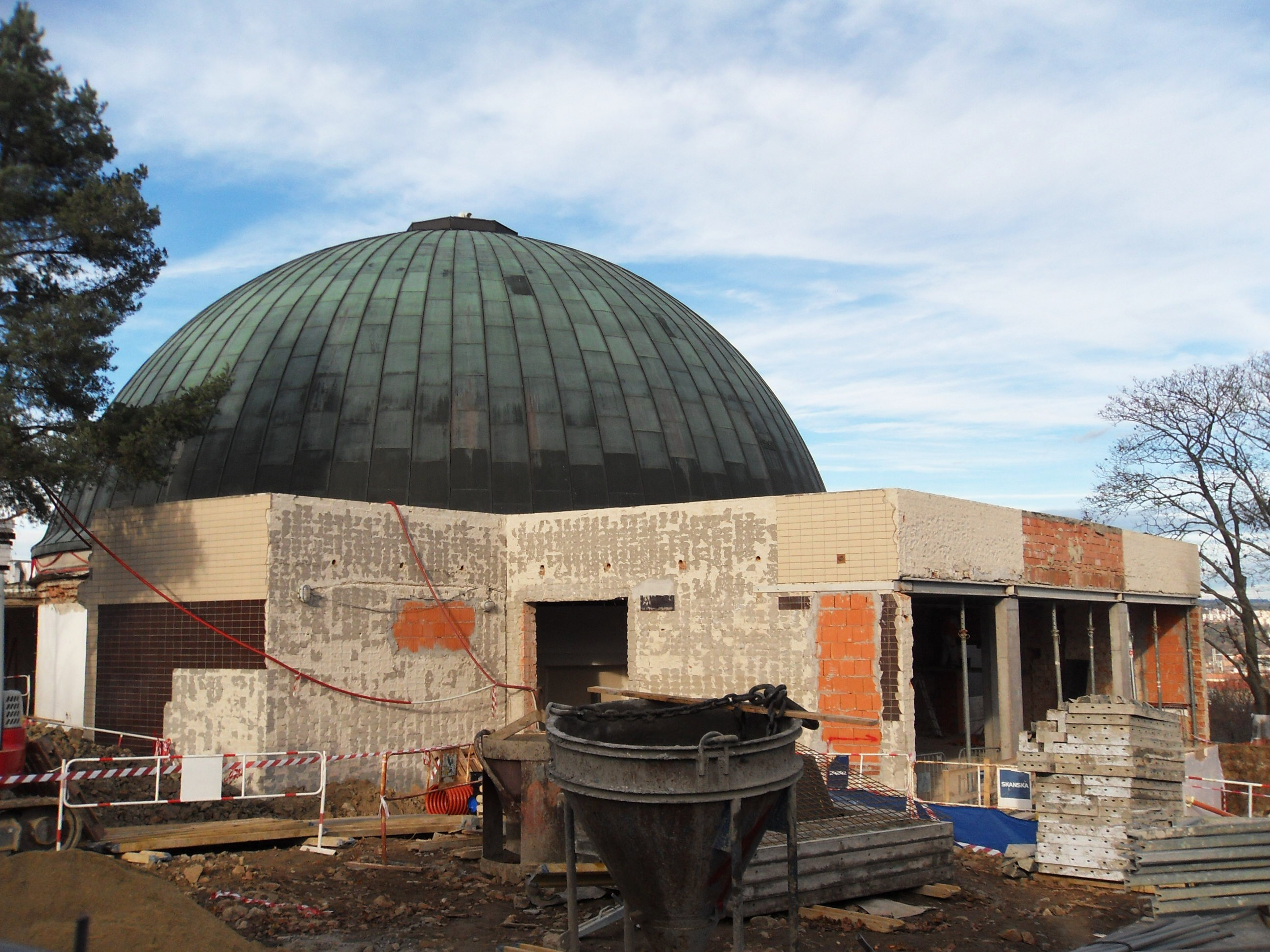
Velké planetárium během přestavby (2010)
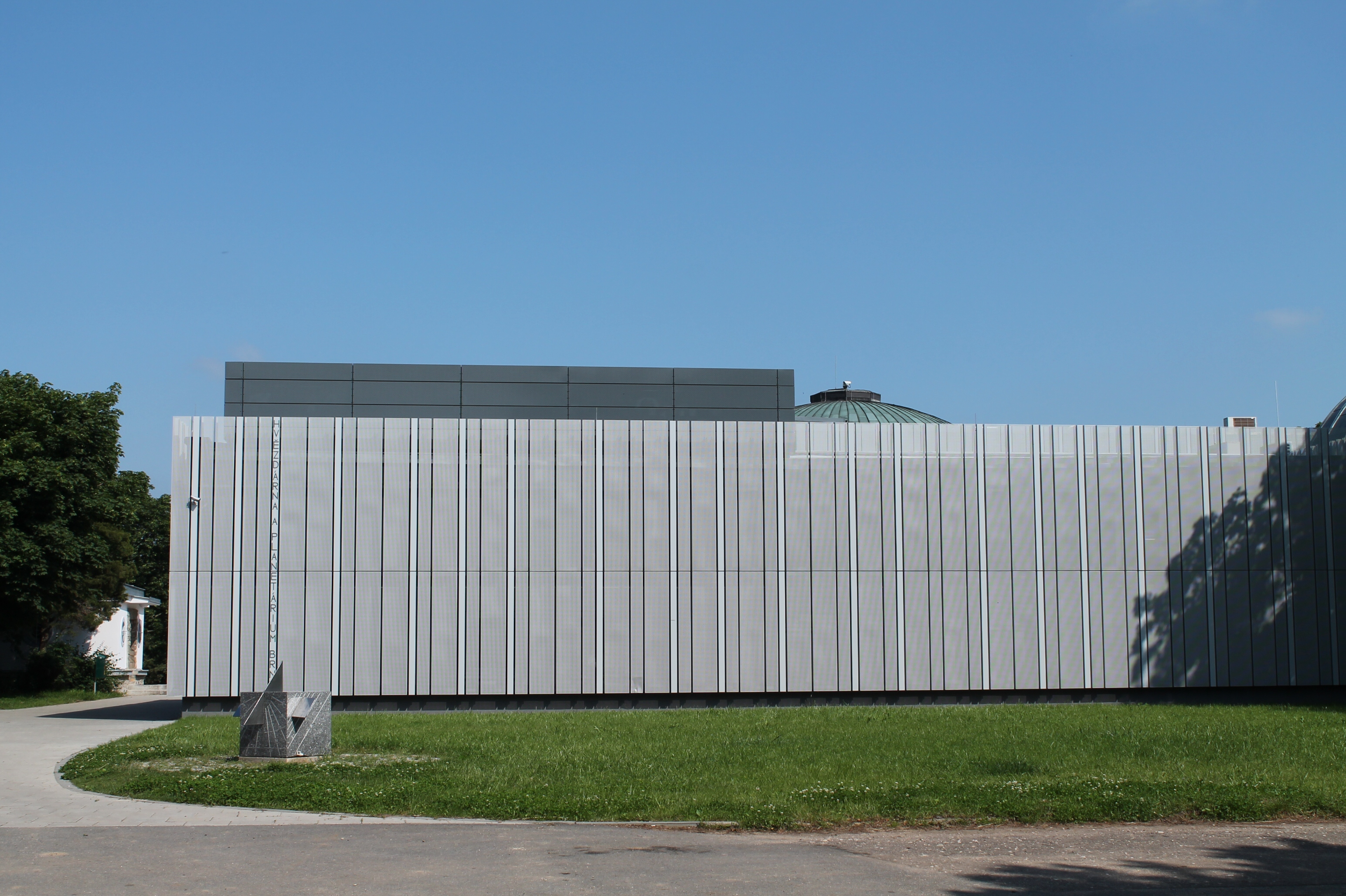
Stará budova hvězdárny po rekonstrukci (2013)

Interiér
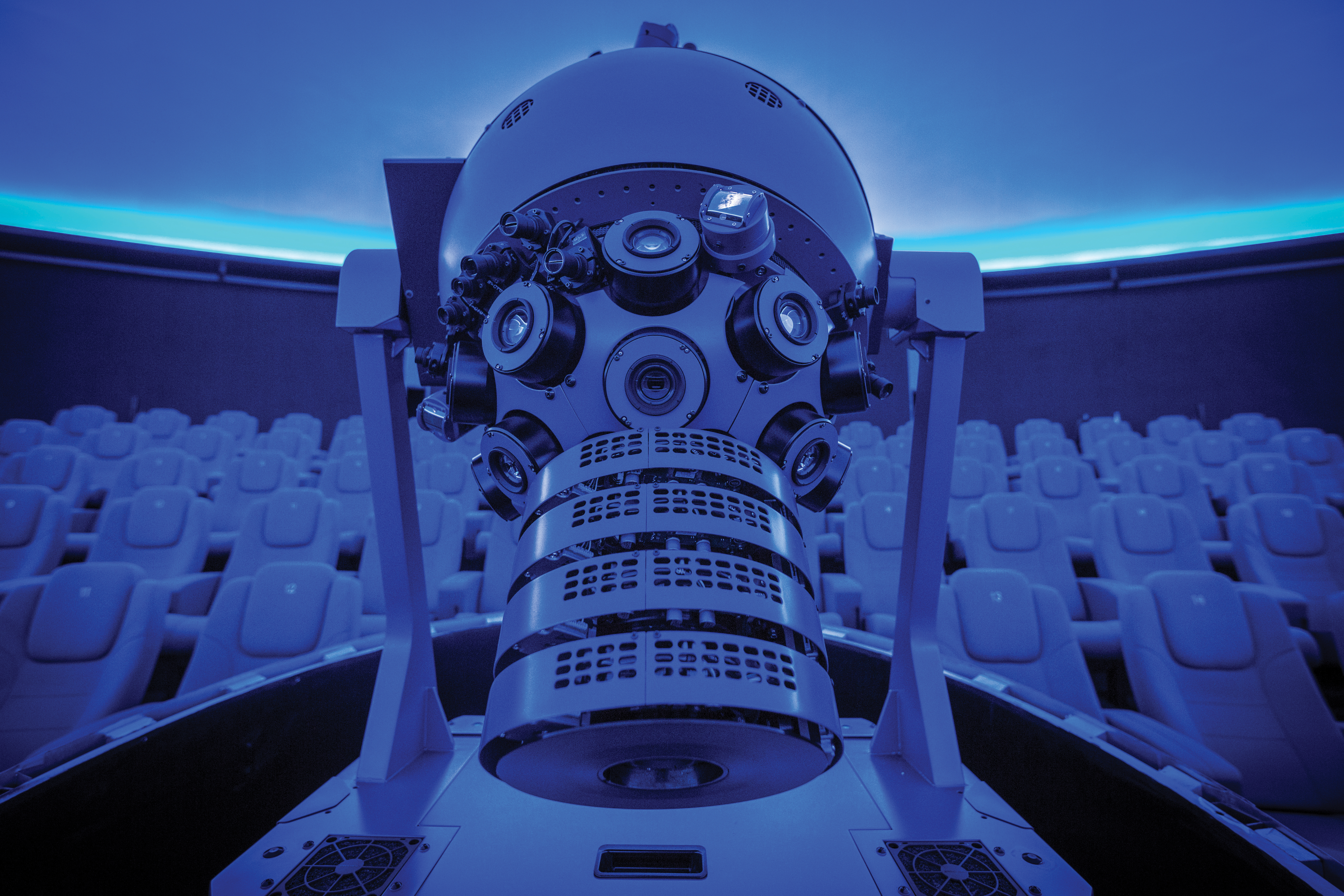
Promítací stroj v digitáriu
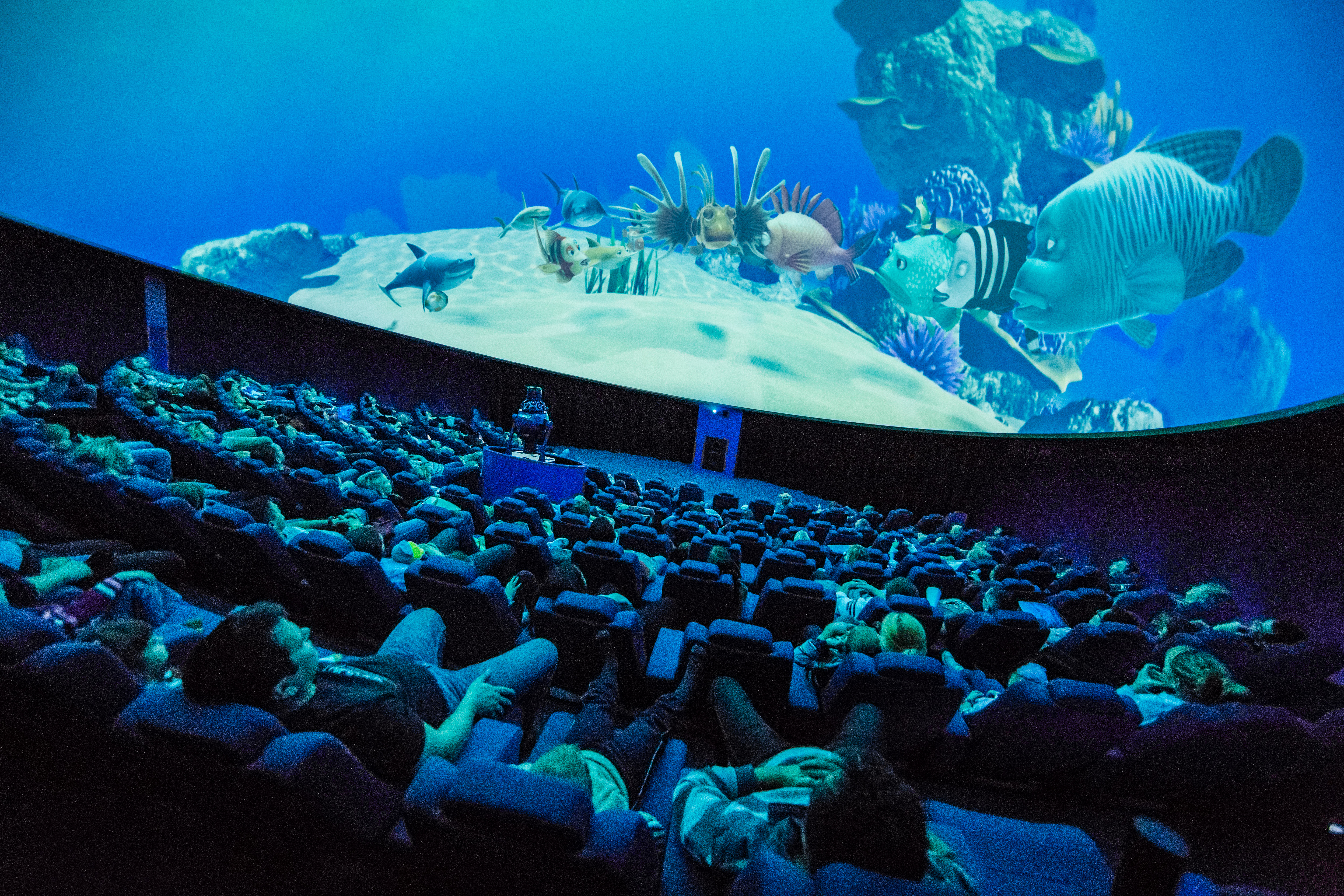
Promítání školního pořadu Kouzelný útes – Kaluoka’hina
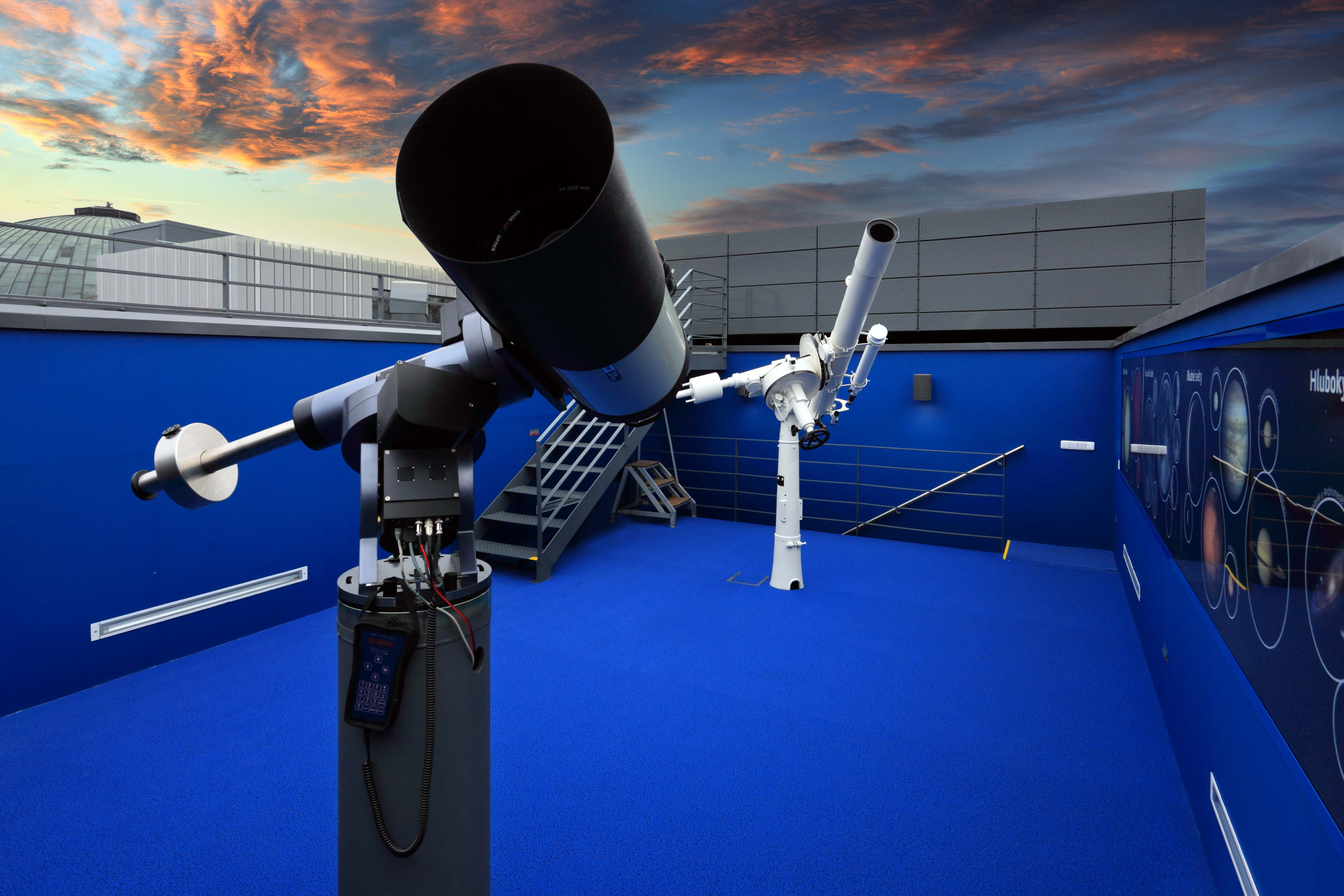
Teleskopy na pozorovací terase na střeše budovy
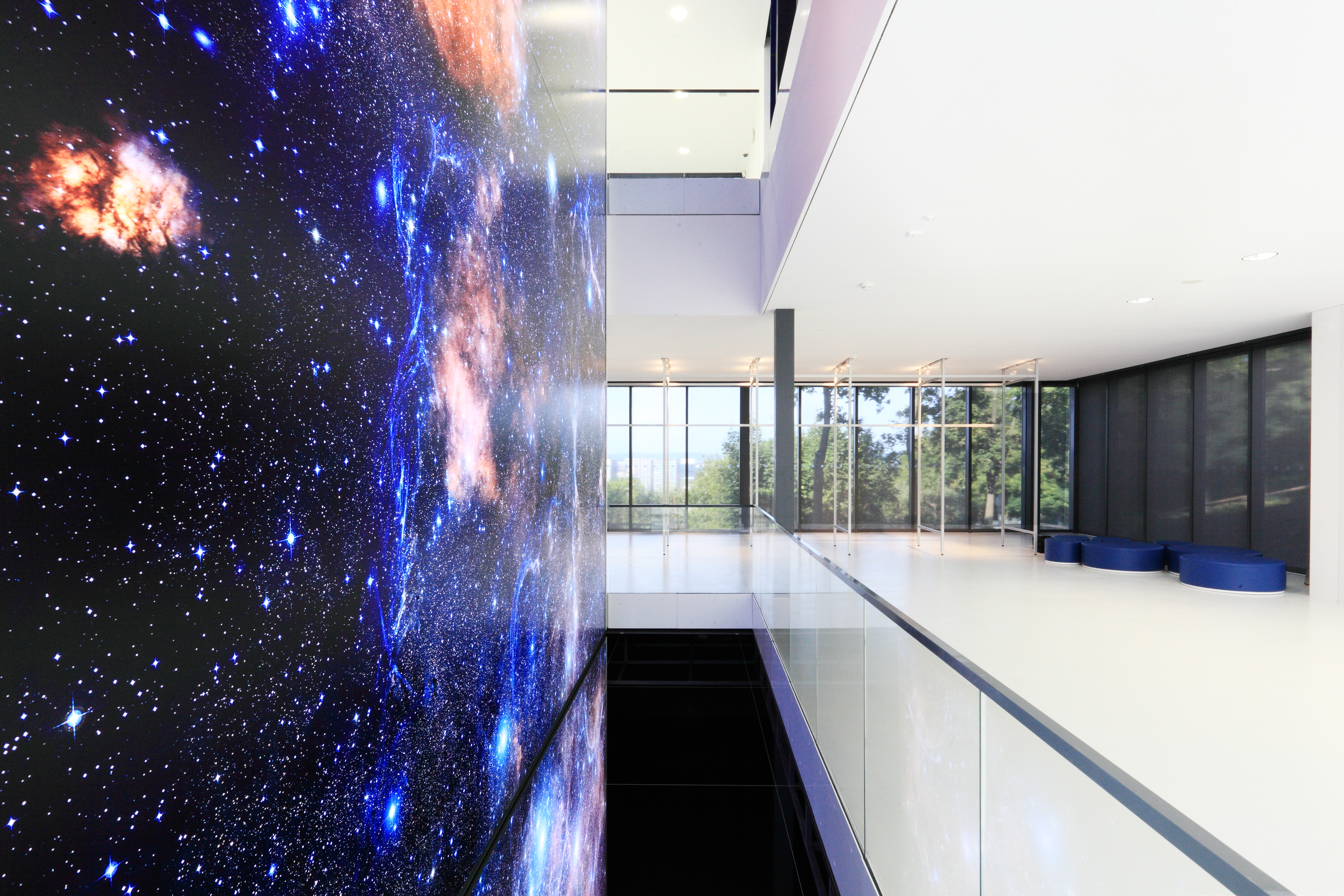
Interiér budovy
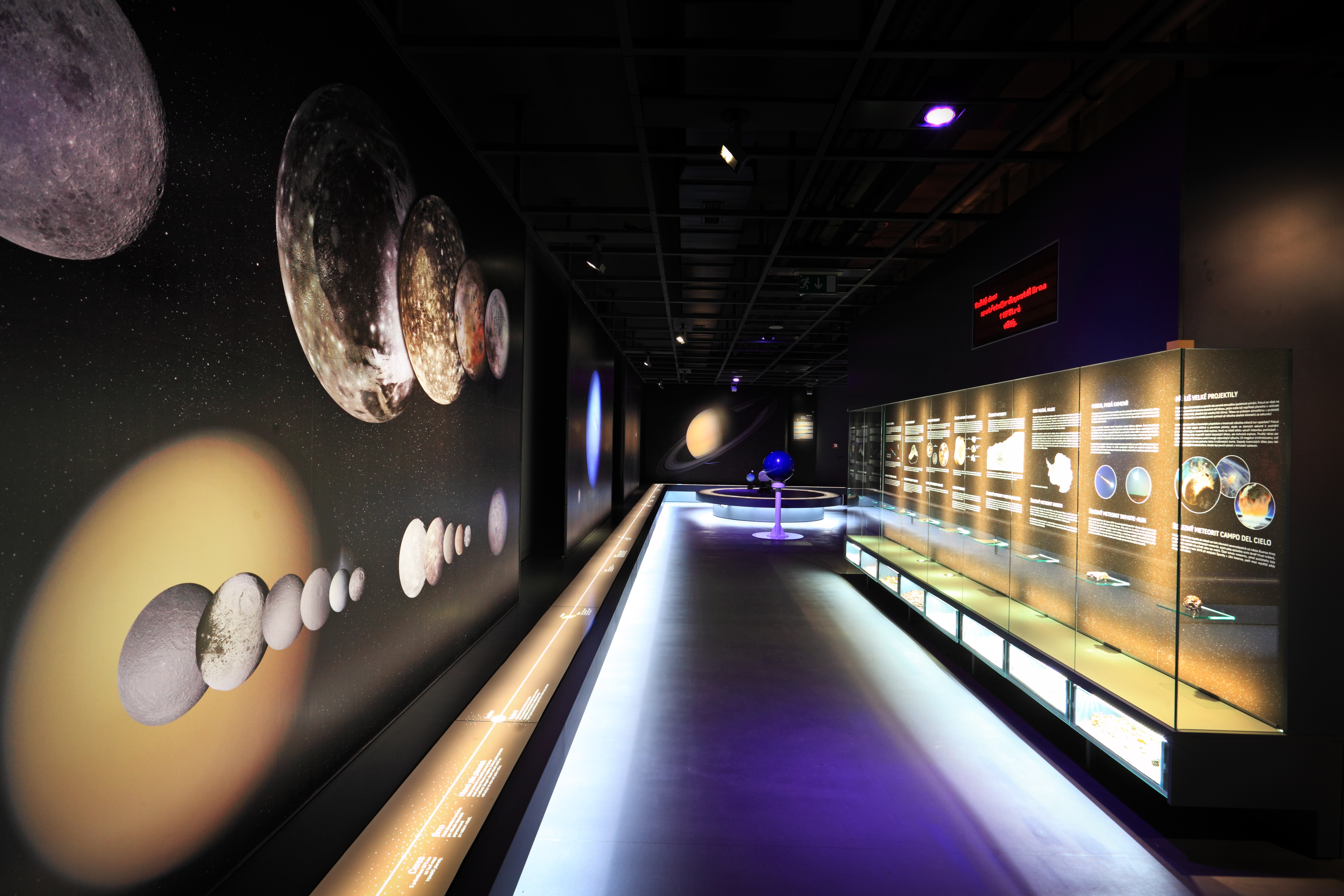
Interiér budovy